# Mickey Hargitay
Mickey Hargitay (egentligen Miklós Hargitay), född 6 januari 1926 i Budapest, död 14 september 2006 i Los Angeles, var en ungersk-amerikansk kroppsbyggare och skådespelare. 
Hargitay flyttade från Ungern efter andra världskriget och utnämndes till Mr. Universum 1955, varpå han medverkade i en revy av Mae West. 
Mickey Hargitay träffade Jayne Mansfield med vilken han gifte sig 1958. De fick 2 barn, Han var styvfar åt skådespelerskan Mariska Hargitay men uppfostrade henne som sin egen dotter. Mickey Hargitay hade även ett barn med sin första fru, Mary Birge. Från 1967 fram till sin död 2006 var Hargitay gift med Ellen Siano. 
Hargitay porträtterades av Arnold Schwarzenegger i TV-filmen The Jayne Mansfield Story (1980).